# Пярну (річка)
Пярну (ест. Pärnu jõgi) — річка у Естонії.

## Опис
Довжина річки 144 км, площа басейну 6920 км² (близько 16% території Естонії). Басейн річки займає частину території повітів Ярвамаа, Вільяндімаа, Пярнумаа, Рапламаа, Йиґевамаа. 
Річку Пярну також називають «Естонською Міссісіпі», тому що вона є найдовшою річкою в Естонії і, як і справжня Міссісіпі, вирізняється своїми великими повенями.
Бере початок у невеликому джерельному озері поблизу Роосна-Алліка на висоті 76,2 метра над рівнем моря. Тече на південний захід. Впадає в затоку Пярну Ризької затоки Балтійського моря. У верхів'ях річки живлення переважно підземне, в низов'ях — дощове. 
Річка судноплавна у гирлі. Між річкою Пярну і річкою Ягала збудовано канал для покращення водопостачання Таллінна.
Основні притоки: Навесті (довжина 100 км, басейн 3000 км²), Халлісте (86 км і 1900 км²), Рейу (73 км і 917 км²), Сауга (77 км і 570 км²), Раудна, Пранді, Лінтсі, Пійуметса, Кяру, Вяндра, Водья, Есна і Реопалу.
У басейні річки проживає 168000 осіб. Населені пункти на річці: Тюрі, Пайде, Сінді, Пярну.

## Природа

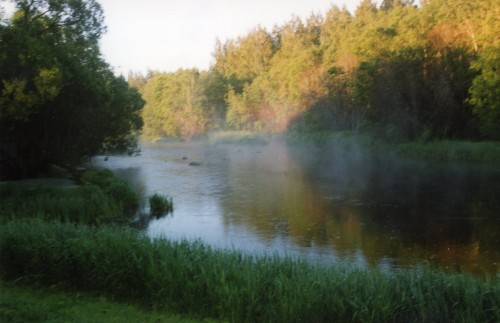
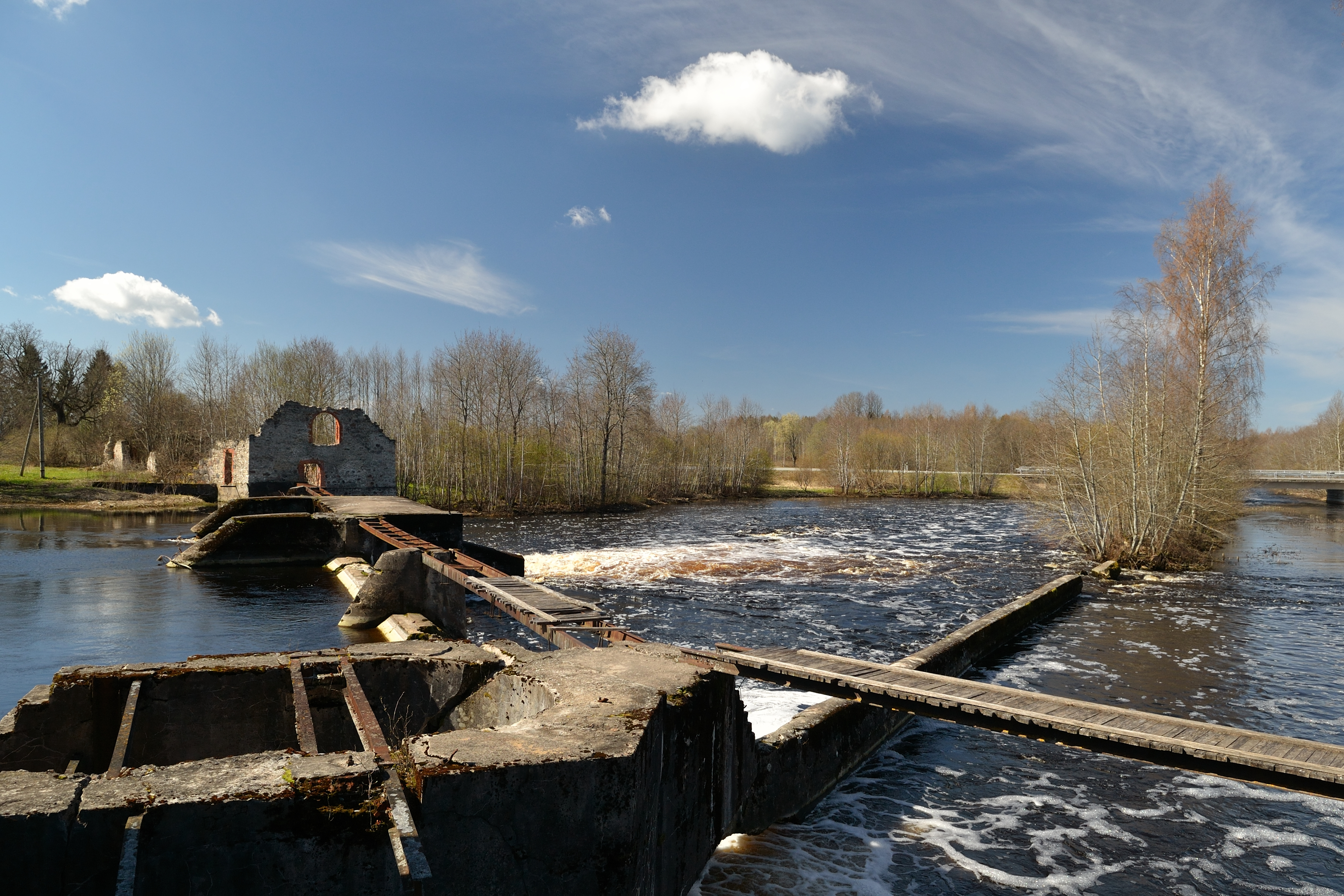
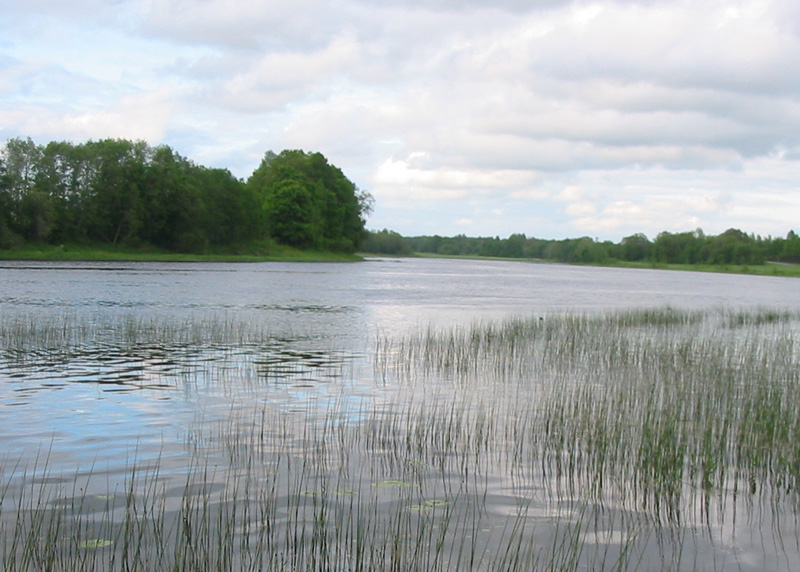
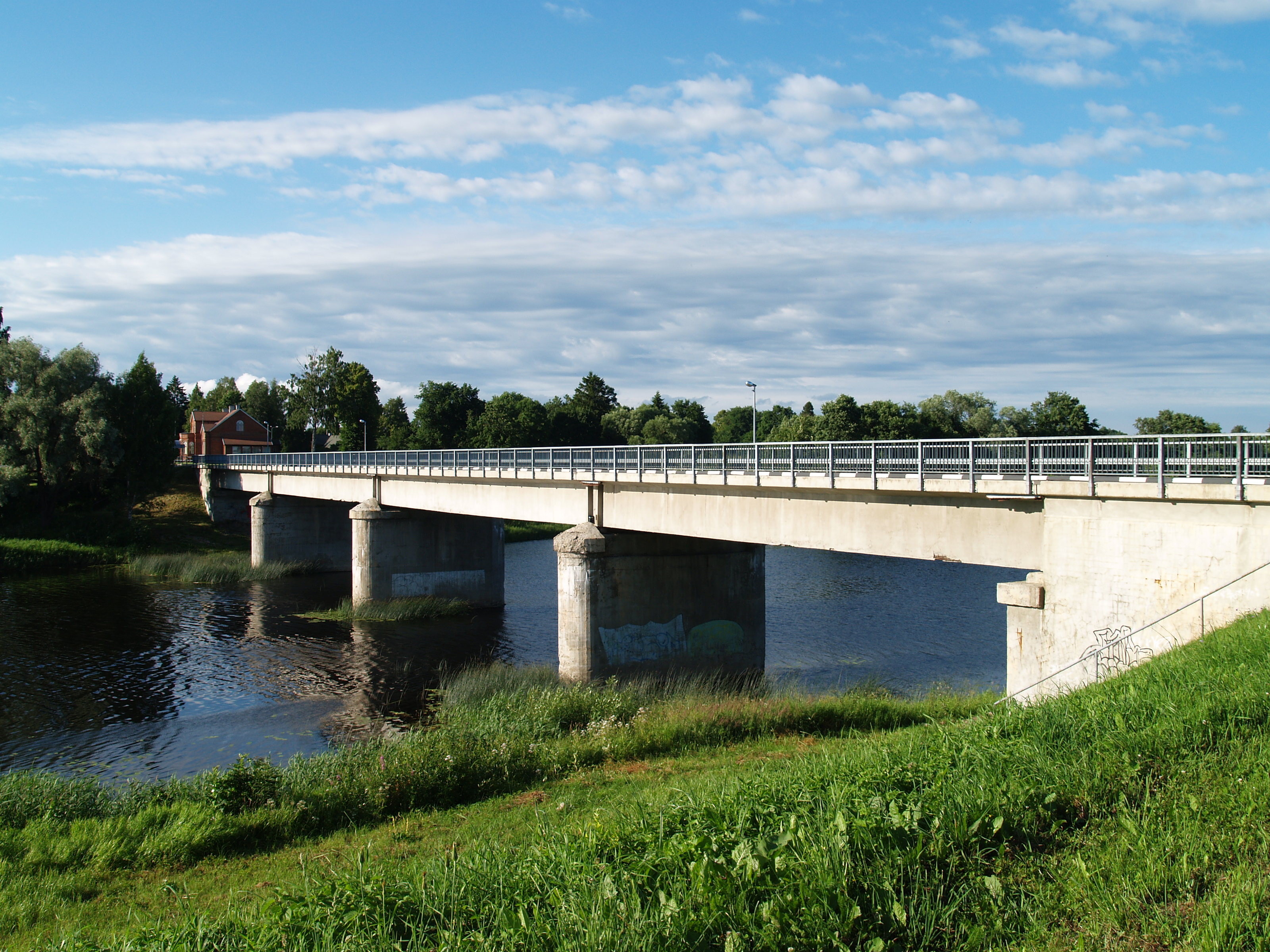
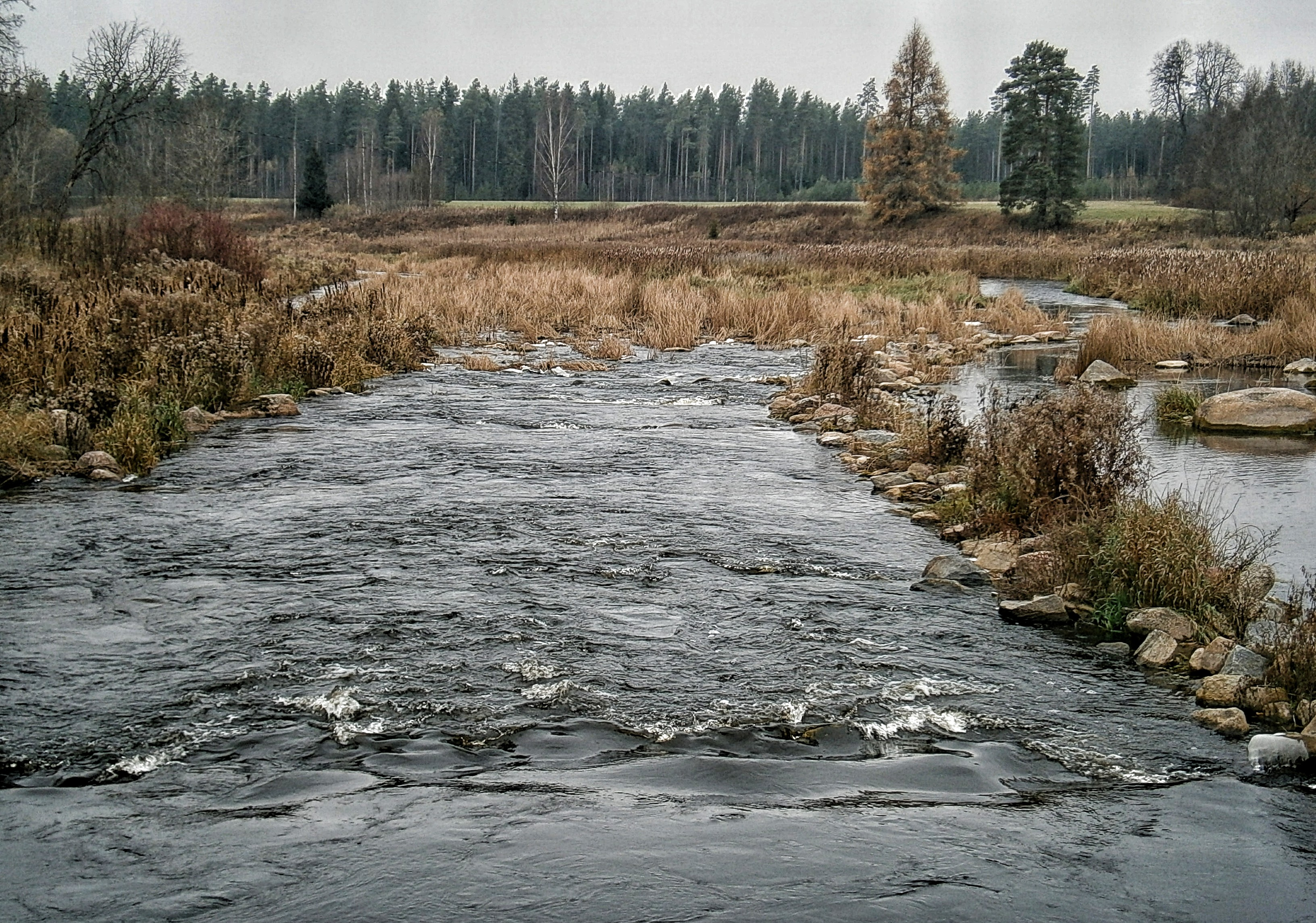
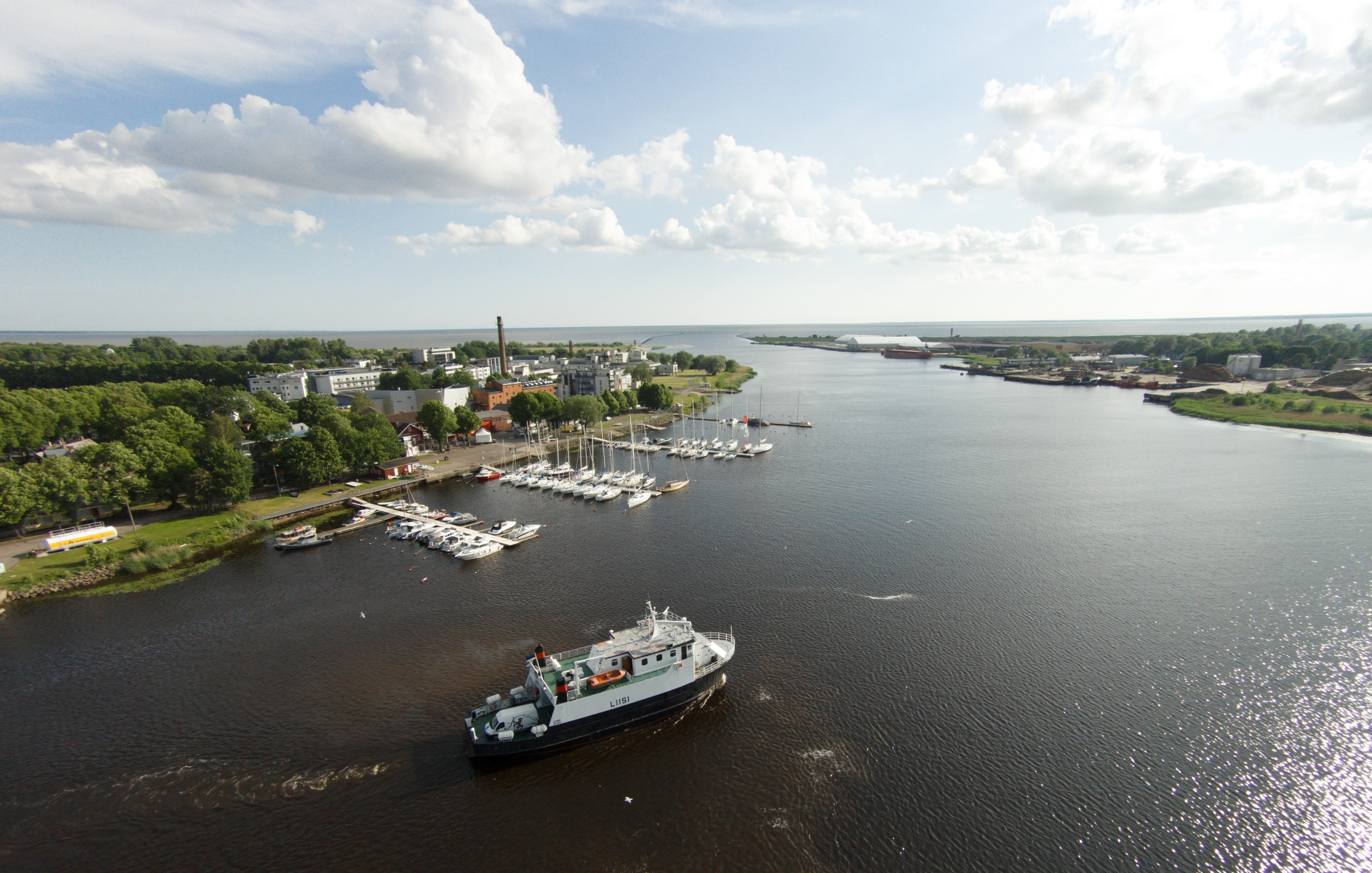

Верхів'я річки Пярну — це повіт Ярвамаа, район найкращих сільськогосподарських угідь в Естонії. Але після Пайде пейзаж місцевості змінюється, це вже оболоні, заплавні ліси та болота.
Заплавні ліси збереглися лише в кількох районах Естонії, і дуже мало таких лісів збереглося в інших країнах Європи. Ці ліси багаті різними видами рослин, але домінантними видами є вільха чорна, вільха сіра, дуб, в'яз, в'яз гладкий і береза.
Найбільший природний заповідник у басейні річки — національний парк Соомаа площею 29947 га. Північна частина басейну належить водоохоронній зоні Пандівере.